# Villa des Quintilii
La villa des Quintilii (en italien : Villa dei Quintili) est un site archéologique situé à Rome, entre le cinquième kilomètre de la voie Appienne (Via Appia Antica) et le septième kilomètre de la Via Appia Nuova.

## Histoire

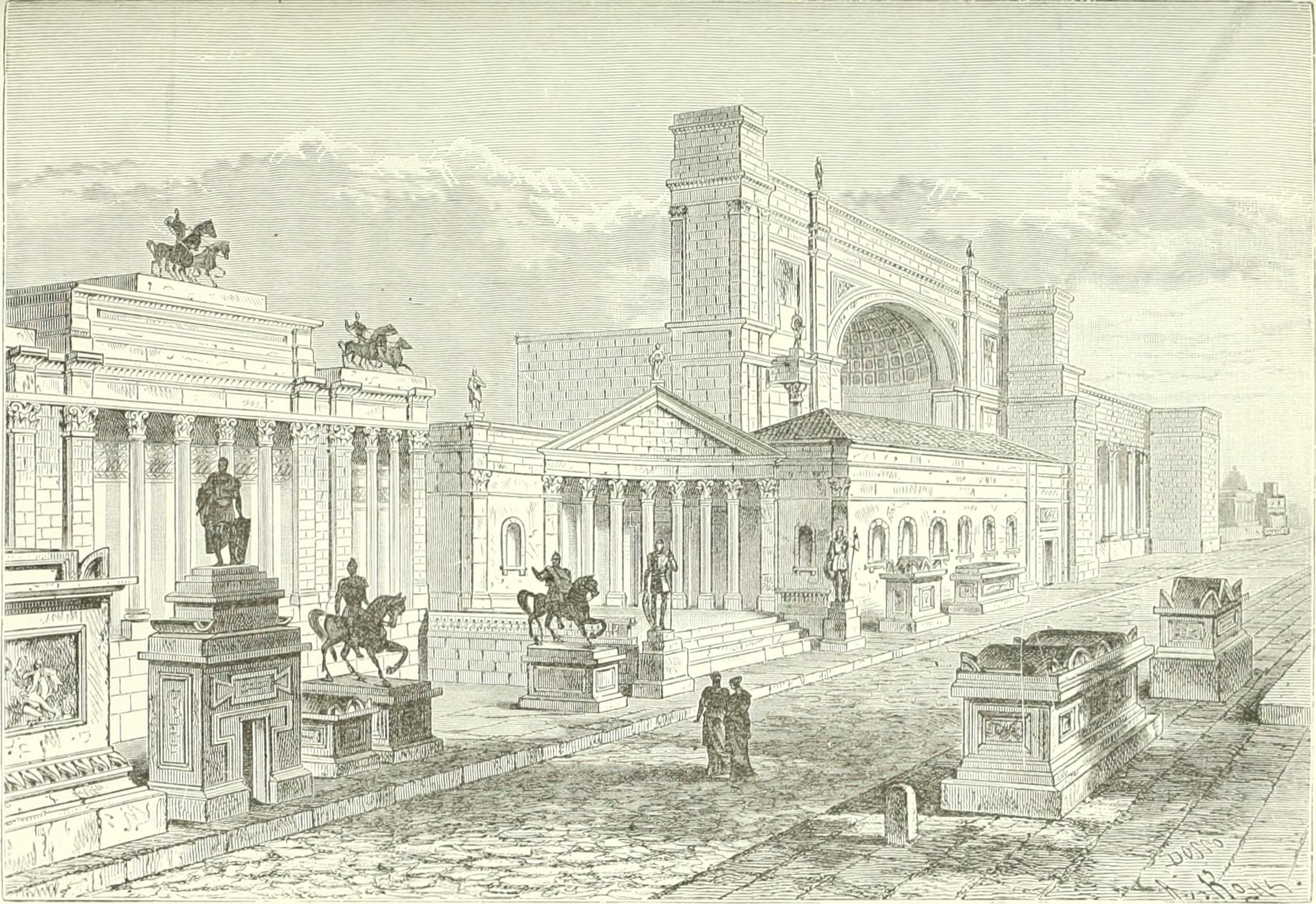
Restitution de la villa (History of Rome, and of the Roman people, 1883).

La villa se dressait le long de la voie Appienne, où s'ouvrait son entrée monumentale. Elle s'étendait vers le nord sur une colline créée par une langue de lave provenant d'anciennes éruptions du volcan du Latium, jusqu'au cours d'eau torrentiel (encore appelé aujourd'hui Fosso dello Statuario, que l'érosion avait creusé à ses pieds.
D'après les estampilles des briques, le noyau de la villa peut être daté de la fin de la période hadrianique, c'est-à-dire de la première moitié du IIe siècle.
Les noms des propriétaires ont été identifiés grâce aux tuyaux de plomb (fistulae aquariae) sur lesquels ils étaient apposés. Il s'agissait des deux frères Sextus Quintilius Condianus et Sextus Quintilius Valerius Maximus, des nobles cultivés, cités par Athénée de Naucratis comme auteurs d'un ouvrage sur l'agriculture, tous deux consuls en 151, et grands propriétaires terriens, tenus en grand honneur par Antonin le Pieux et Marc Aurèle. Leur richesse éveilla la cupidité de Commode, qui les accusa d'avoir conspiré contre lui et les fit tuer en 182-183, s'appropriant leurs biens.
Lors des émeutes frumentaires qui accompagnèrent la chute du favori Cléandre, l’empereur Commode séjourne dans la villa, dans laquelle il est assassiné par Narcisse en 192.
La grande propriété devint ainsi une villa impériale, fonction qu'elle semble avoir conservée, d'après la datation des restaurations et des inscriptions, citations et portraits, jusqu'à l'empereur Tacite, c'est-à-dire jusqu'à la fin du IIIe siècle.
Le complexe resta partiellement utilisé jusqu'au VIe siècle, selon des estampilles de briques de l'époque de Théodoric. D'autres vestiges, comme des céramiques et des sépultures retrouvées dans certains secteurs de la villa, peuvent être attribuées au haut Moyen Âge.
Comme c'était le cas pour toutes les anciennes propriétés impériales, le fonds des Quintilii passa au fil des siècles en propriété de diverses institutions ecclésiastiques : au Xe siècle, on le trouve mentionné dans le patrimoine du monastère de Sant'Erasmo al Celio, puis, à partir du XIIe siècle, dans celui de Santa Maria Nova (aujourd'hui Santa Francesca Romana). Le domaine, également appelé Roma Vecchia, peut-être en raison de la nature imposante des ruines, passa à la fin du XVIIIe siècle en propriété de l'Ospedale del Santissimo Salvatore ad Sancta Santorum (aujourd'hui Ospedale di San Giovanni in Laterano) et, en 1797, fut vendu par le Monte di Pietà, qui gérait les biens de l'hôpital, à Giovanni Raimondo Torlonia, à qui Pie VI accorda également le marquisat du même nom, créé spécifiquement quelques années plus tard.

## Campagnes de fouilles
D'importantes campagnes de fouilles au XVIIIe siècle permettent de découvrir dans la villa de nombreuses tombes et objets historiques qui seront exposés dans les musées du Louvre, du Vatican.
Les fouilles de 1828 ont aussi permis d'attribuer sans aucun doute possible la villa aux Quintilii : on a retrouvé leur nom sur des tuyaux en plomb. Les fouilles continuent.

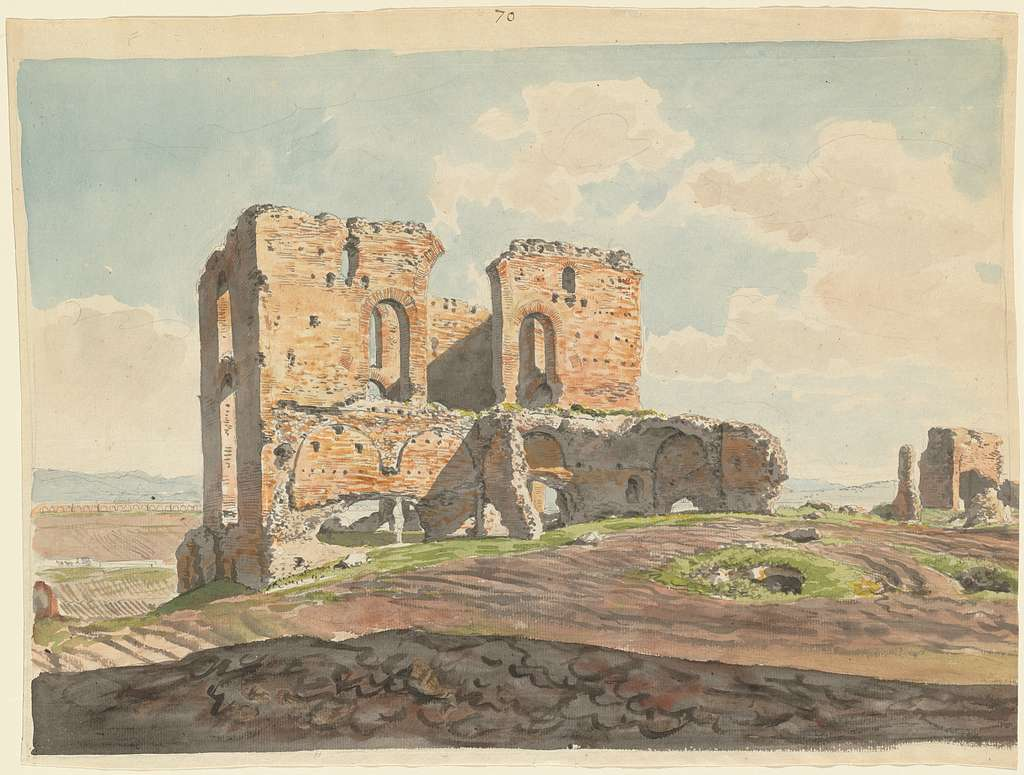
La villa des Quintilii en 1789. Peinture de Carlo Labruzzi, National Gallery of Art, Washington, USA.
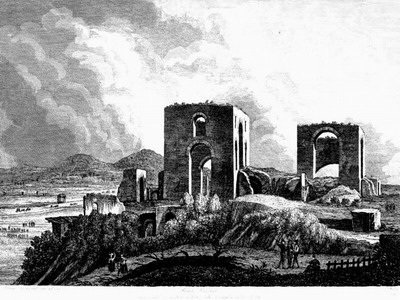
Gravure publiée dans Luigi Rossini, Viaggio pittoresco da Roma a Napoli, 1839.

Les Romains, comme on le sait, construisaient leurs tombeaux le long des routes consulaires. La villa des Quintilii fut établie dans un lieu historiquement prestigieux, à la hauteur de deux anciens tombeaux à tumulus, attribués par la tradition aux Horaces et aux Curiaces. À côté du fundus acquis par eux, limitrophe de celui d'Hérode Atticus, se trouvait, entre autres, le tombeau de Titus Pomponius Atticus, ami de Cicéron. C'est peut-être pour cette raison que la première découverte dont nous ayons connaissance, le sarcophage contenant les restes d'une jeune fille en excellent état de conservation, découvert en 1485 près de la ferme tenue par les frères de Santa Maria Nova, fut considéré comme celui de Tulliola, la fille de Cicéron, et fut exposé au Palazzo dei Conservatori jusqu'à sa réinhumation.

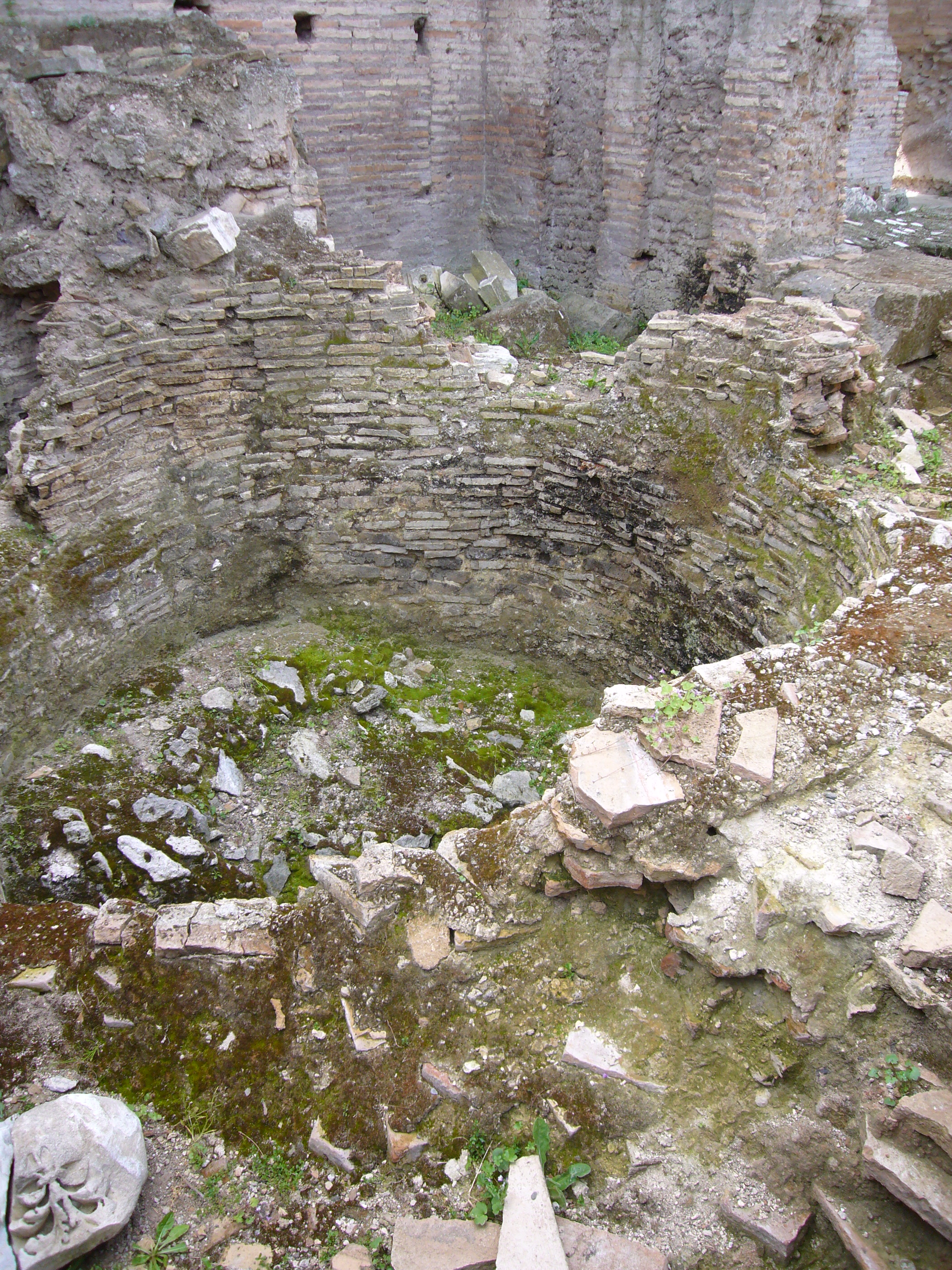
Four à chaux découvert près du tepidarium.

Jusqu'à la fin du XVIIIe siècle, ces terres faisaient partie du patrimoine immobilier ecclésiastique. Ce sont les monastères établis sur place, ou plus tard directement la Chambre apostolique, qui autorisaient, à leur entière discrétion, l'utilisation des matériaux disponibles ou découverts sur place, ainsi que les fouilles éventuelles. Par exemple, dans le tepidarium, on a découvert une construction circulaire, faite de matériaux de rebut, utilisée comme four à chaux, produisant la chaux à partir de la combustion de marbres anciens. Cet usage, qui aurait perduré jusqu'à la Renaissance, a été déduit de la présence sur place de chaux, de marbres non cuits et d'autres marbres prêts à être « cuits ». De plus, comme le note Lanciani, « l'usage de la cuisson des marbres des parements des monuments antiques était devenu si fréquent, depuis le IVe siècle, que les empereurs durent promulguer des lois très strictes qui punissaient sévèrement les coupables, même de la peine capitale. Mais le nombre de transgresseurs était si grand qu'en 349 (soixante-et-un ans avant le sac d'Alaric), l'empereur Constant, incapable d'appliquer les lois sévères votées, commua la peine capitale prévue en une amende pécuniaire
 ».
Il existe des preuves de fouilles menées à partir du milieu du XVIIIe siècle, visant à la découverte d'œuvres d'art, autorisées par la Chambre apostolique, à partir du pape Clément XIII. Dans le cadre du Grand Tour, en effet, une activité dense d'appropriation ou de commercialisation de découvertes archéologiques a prospéré, l'intérêt principal de l'administration papale pour ces découvertes étant encore de nature principalement commerciale. Le premier d'une longue liste d'archéologues amateurs qui fouillèrent à la villa des Quintilii fut Gavin Hamilton (1723-1798), un peintre néoclassique d'origine écossaise, qui avait étudié à Rome et s'y était installé à partir de 1756. L'activité d'Hamilton, comme c'était souvent le cas à cette époque pour les artistes étrangers résidant à Rome, était à la fois artistique et celle d'un archéologue amateur, ainsi que celle d'un véritable marchand de trouvailles antiques pour ses clients britanniques. Sa fortune d'archéologue commença assez fortuitement, en fouillant à la Villa d'Hadrien à la recherche de marbres anciens pour restaurer d'autres sculptures. Il y découvrit un vaste gisement de sculptures qui l'occupa avec profit de 1769 à 1771. Ses campagnes de fouilles personnelles se poursuivirent entre 1772 et 1775 à Albano, Ostie, Villa Fonseca sur le Celio, Roma Vecchia, Castel di Guido et Gabii. La plupart des matériaux retrouvés furent exportés vers le marché anglais. Il existe des informations vagues sur ces premières découvertes, sur leur destination et même sur les lieux exacts des découvertes, notamment parce qu'à l'époque, le toponyme « Roma Vecchia » comprenait de vastes territoires jusqu'à la Via Praenestina (Tor de' Schiavi - Villa Gordiani).

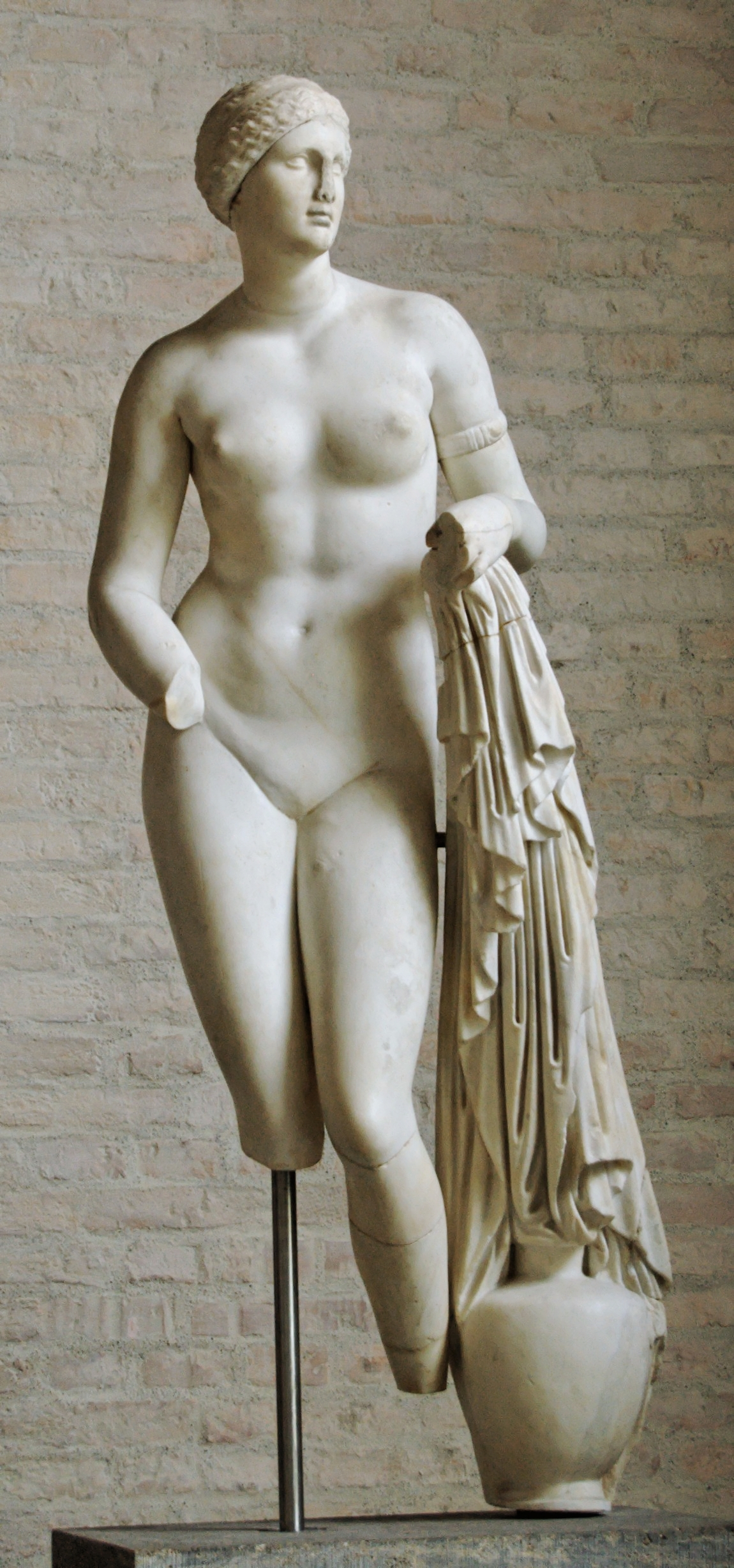
La statue dite Aphrodite Braschi. Glyptothèque de Munich.

Plusieurs campagnes de fouilles furent entreprises entre 1783 et 1792 sur ordre de Pie VI, dans le but d'enrichir le musée Pio-Clementino, fondé par son prédécesseur Clément XIV. Parmi les sculptures les plus célèbres découvertes à cette époque, actuellement conservées aux musées du Vatican, à la Glyptothèque de Munich, au Louvre et dans des collections privées, figurent l'Aphrodite Braschi et deux exécutions du Garçon à l'oie. De ce groupe, un albâtre chrétien portant l'ἰχϑύς, provenant des fouilles de 1792 et anciennement conservé au musée Kircher, a été donné à l'Antiquarium moderne de la villa.
Avec le passage du domaine à la famille Torlonia en 1797, des fouilles systématiques furent reprises et toutes les découvertes enrichirent la collection privée de la famille. Par la suite, diverses hypothèses ont été avancées pour la mise en valeur de cet immense patrimoine artistique et archéologique, composé d'environ 620 sculptures antiques, dont certaines ont été rendues visibles par le biais d'expositions. La collection est gérée et entretenue par la fondation familiale Torlonia, qui gère également la villa Albani. Entre 1828 et 1829 , les fouilles furent menées par Antonio Nibby (qui fit également un relevé topographique des découvertes archéologiques du domaine à cette époque), les concentrant autour des ruines les plus évidentes, entre les salles thermales et le soi-disant « théâtre maritime ». Entre autres choses, deux colonnes en marbre cipollin émergèrent de ces recherches, que Valadier utilisa pour la nouvelle façade du Théâtre Tordinona, également propriété de la famille Torlonia. D'autres fouilles furent menées entre 1834 et 1840, dont les découvertes, cependant, sont très peu connues.
Alessandro Torlonia lança un nouveau cycle de recherches entre 1850 et 1856, en le confiant à Giovanni Battista Guidi. Dans le même temps, le gouvernement pontifical faisait effectuer des fouilles et des aménagements sur la Via Appia par Luigi Canina, qui a travaillé principalement sur les urgences autour de la voie Appienne, libérant le Nymphée des fortifications médiévales et rendant compte soigneusement, avec des topographies, des dessins et des reconstructions. Cette coexistence créa des conflits, qui furent résolus par la fermeture du chantier de Canina et la concession au gouvernement par Guidi de certaines découvertes « comme ornements et ameublements de la Via Appia ».

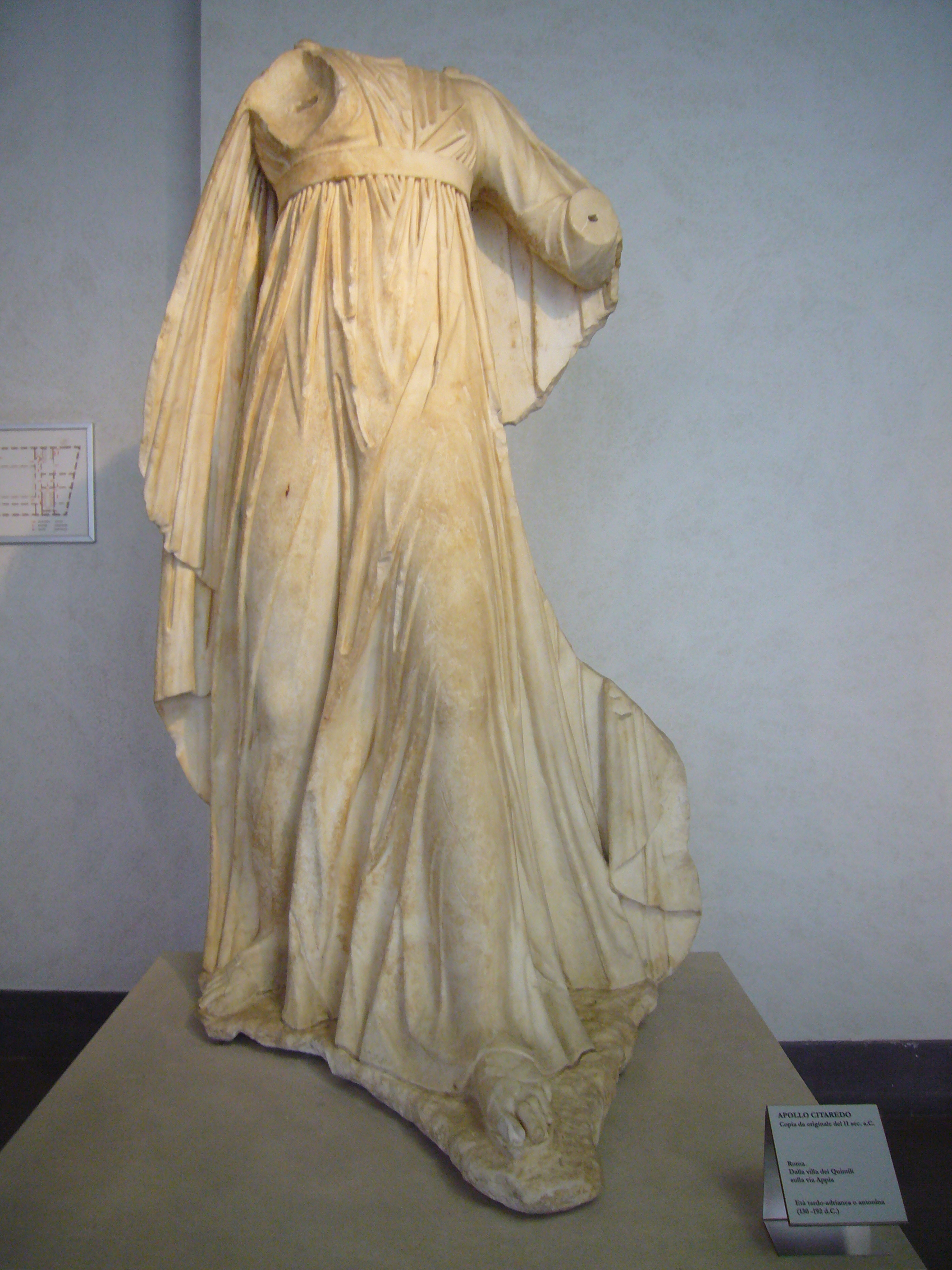
Un Apollon citharède acéphale.

L'unification de l'Italie a donné un nouvel élan à la valorisation des aspects historico-archéologiques de la Rome antique. Dans ce contexte, entre autres, le nymphée de la villa, face à la voie Appienne, a été restauré, dans l'aspect qu'il présente aujourd'hui. Le site a également été étudié analytiquement, topographié et photographié par Thomas Ashby entre 1899 et 1906.
Dans les années 1920, de nouvelles découvertes furent faites, tout à fait par hasard : les grandes statues acéphales d'Apollon citharède et d'Artémis, aujourd'hui conservées au Musée national romain du Palazzo Massimo et, en 1929, les vestiges d'une villa rustique au kilomètre 7 de la Via Appia Antica. La qualité des sculptures découvertes à proximité a conduit à considérer cette installation comme pertinente pour la villa dei Quintilii. Les pièces sont exposées dans l'Antiquarium de la villa.
Entre 1998 et 2000, une campagne d'interventions systématiques a été menée (promue par la Surintendance des biens archéologiques de Rome, afin d'explorer plus en profondeur et de rendre visitables les principaux éléments de la villa. À cette occasion, de nouvelles pièces de la zone résidentielle privée et une partie de la zone de réception ont été aménagées, et l'interconnexion entre les différents espaces est devenue plus évidente.
La Surintendance a ensuite promu deux autres campagnes de fouilles, l'une entre 2002 et 2004, l'autre entre 2007 et 2009 (archéologues : Riccardo Frontoni, Giuliana Galli, Carmela Lalli, Barbara Pettinau) qui ont mis au jour une grande partie des jardins à portiques, une autre grande partie de la zone de réception et les salles du tepidarium entre les deux salles thermales du caldarium et du frigidarium. Entre l'Appia et la zone centrale, les extrémités du xystus ont été fouillées, sur près de 300 m de long. La statue de Niobé, aujourd'hui exposée dans l'antiquarium, provient du grand nymphée de l'Appia Antica. En 2018, une grande cave à vin avec pressoirs a été fouillée. En 2011, il a été utilisé par le réalisateur Woody Allen pour le tournage du film To Rome with Love, comme exemple d'architecture thermale de la Rome antique.

## Description

Plans du site
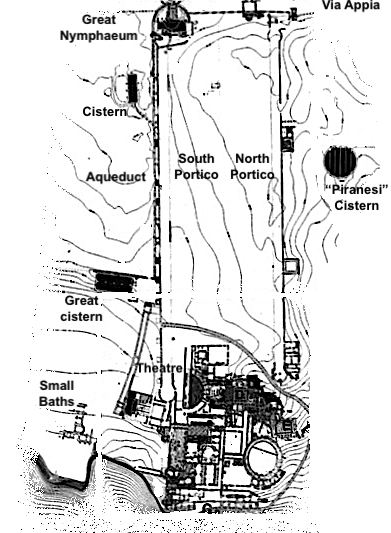
Plan général du site, avec le Grand Nymphée séparé de la zone principale (la Voie Appienne est en haut, le nord en bas à droite).
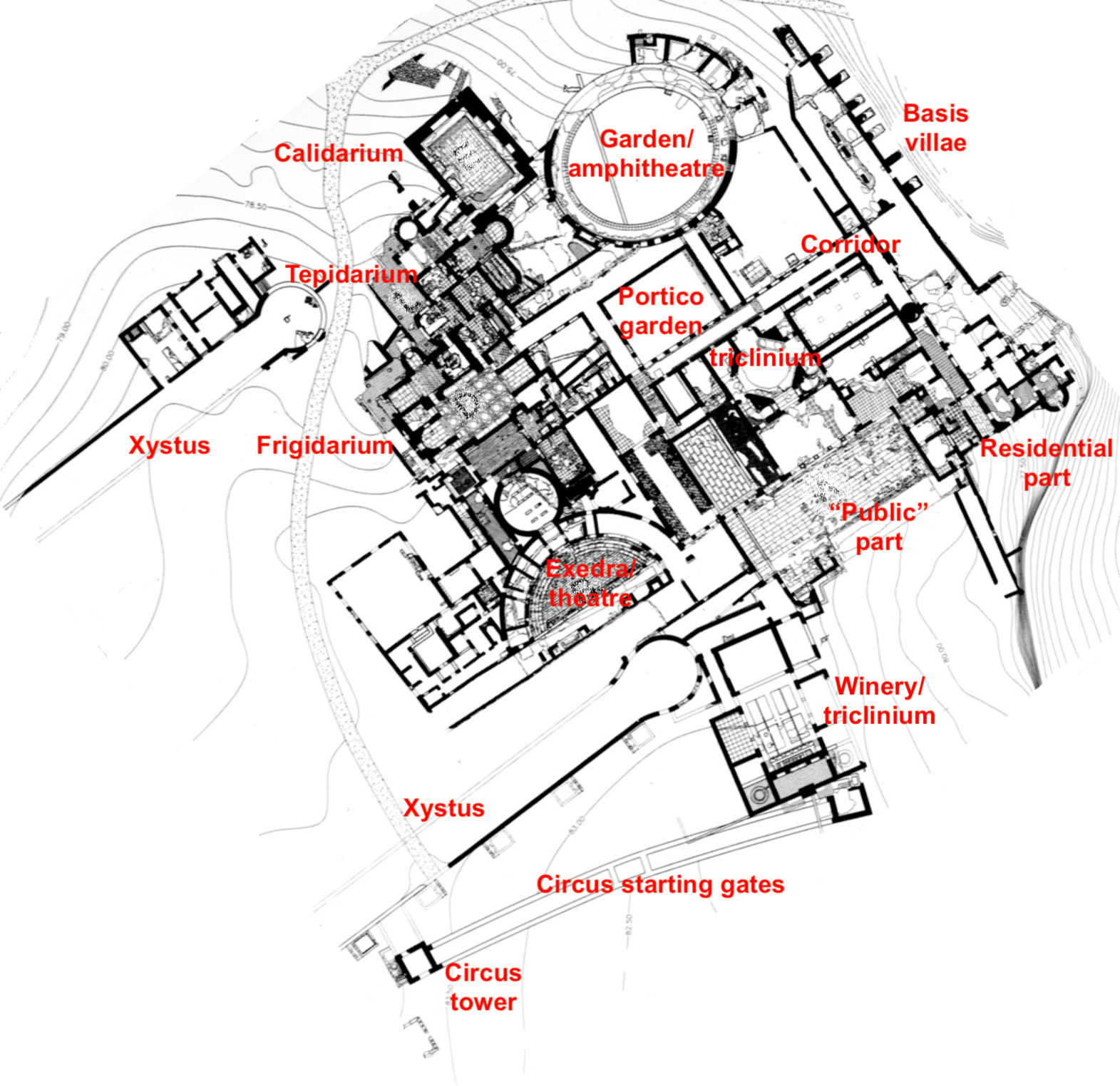
Zone principale de la villa des Quintilii, avec ses annexes (nord en haut de l'image).

### Secteur résidentiel
- Villa et services
- Secteur résidentiel privé

Vestiges du quartier résidentiel
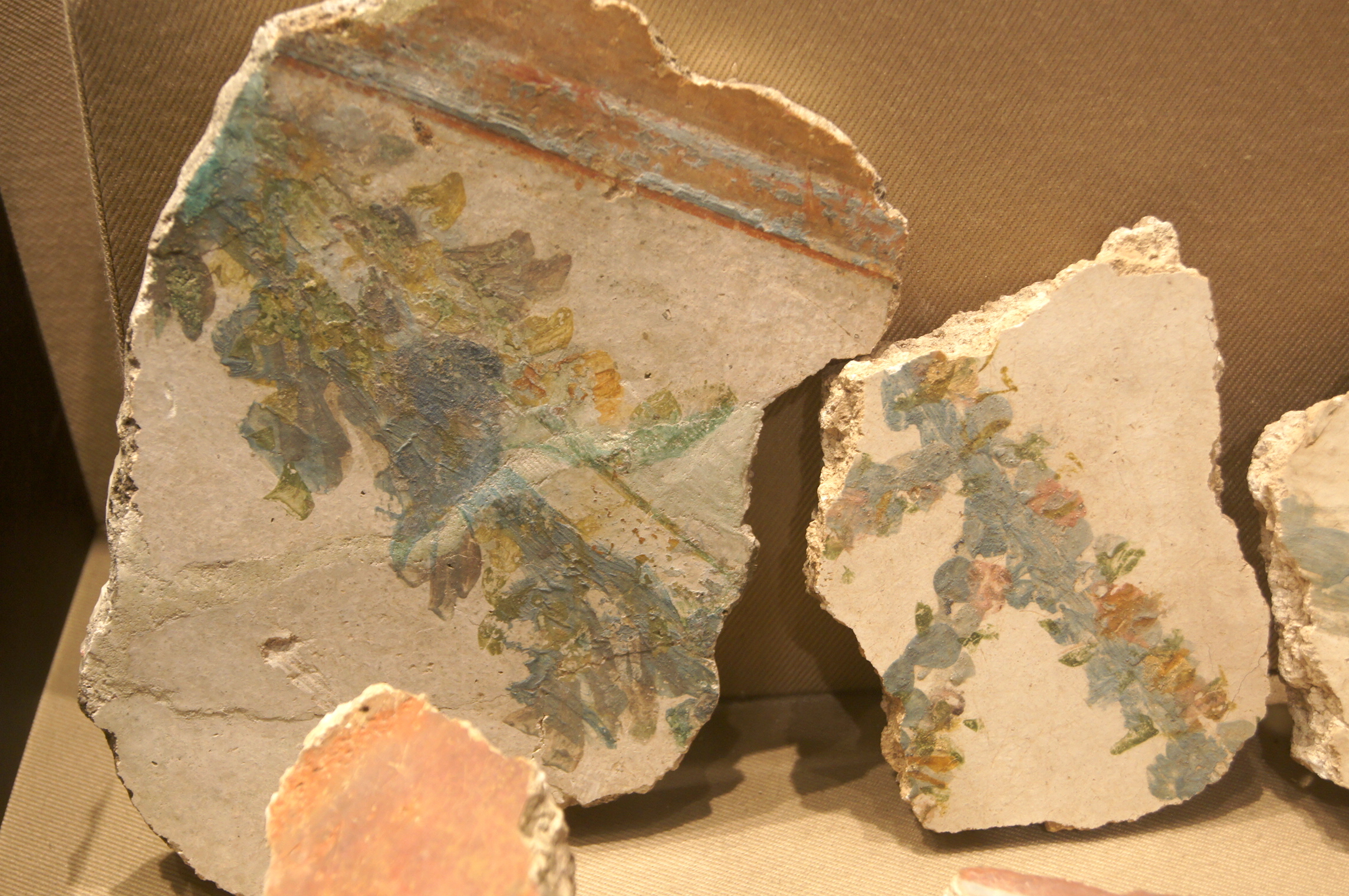
Fresque.
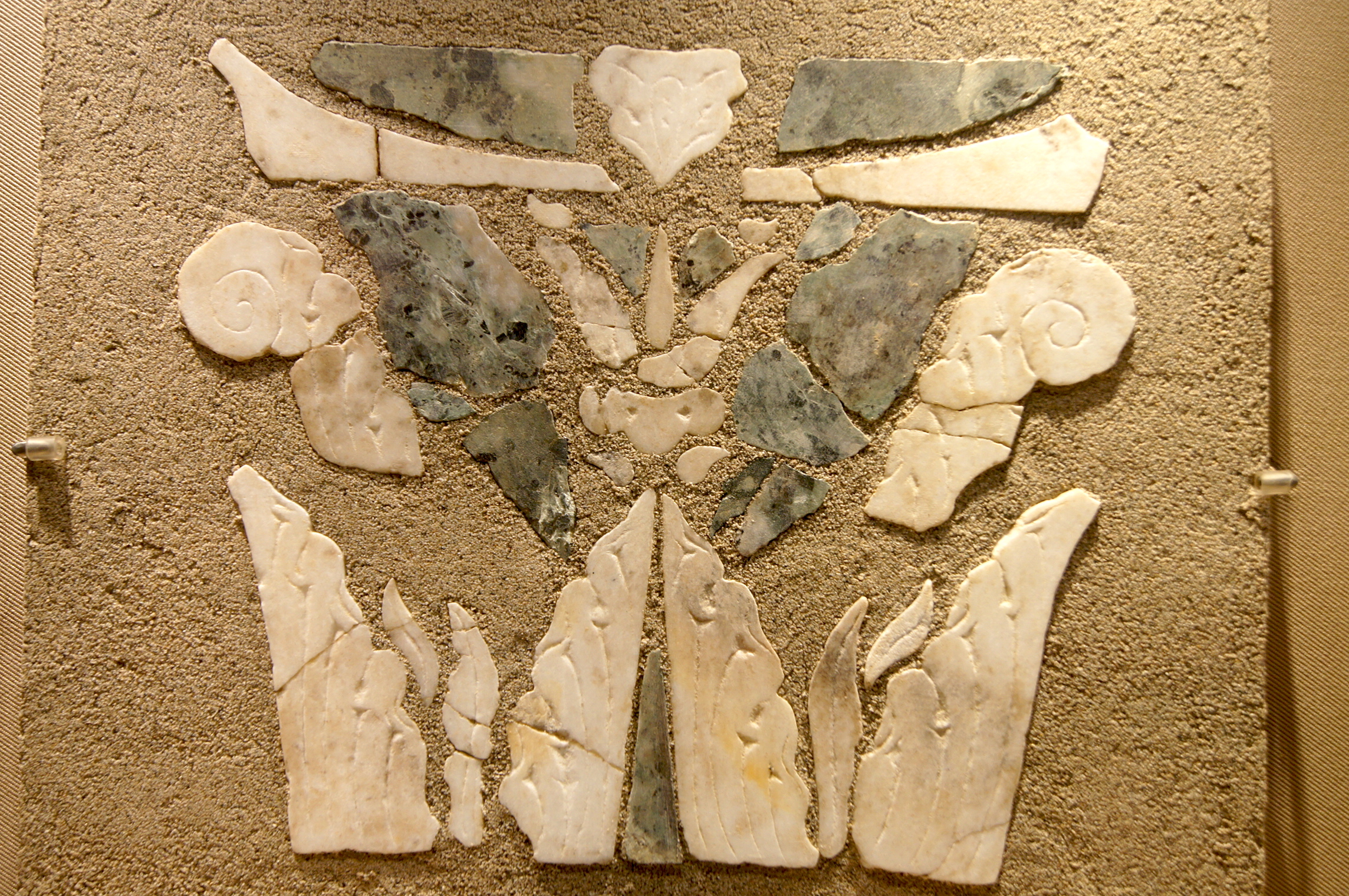
Décoration d'intérieur.
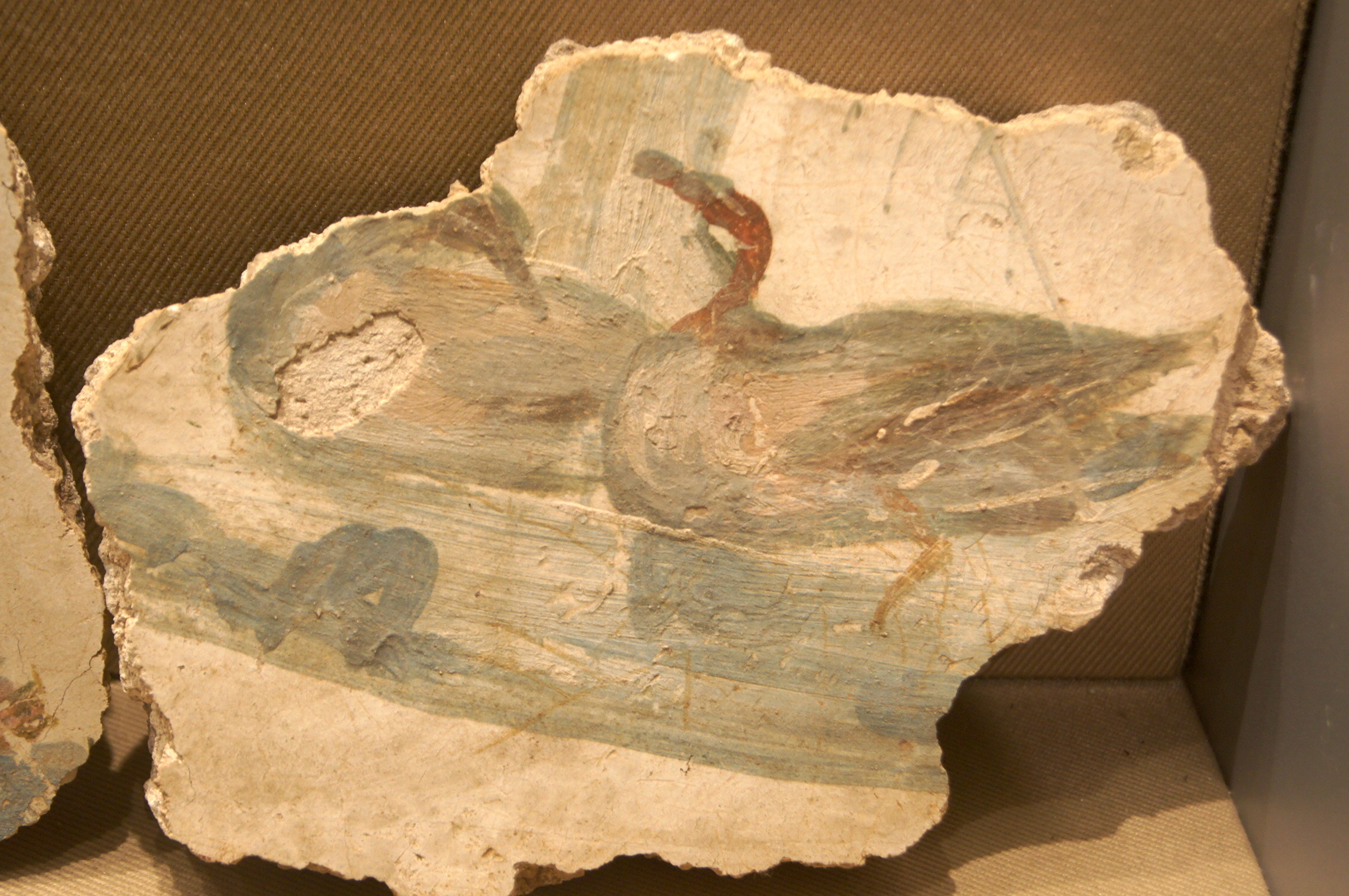
Fresque.

### Zone des thermes
Un complexe résidentiel aussi vaste et luxueux nécessitait un approvisionnement en eau important, assuré par de nombreuses citernes et un aqueduc, encore visible aujourd'hui à droite de la Via Appia Nuova, à la hauteur du Grande Raccordo Anulare, alimentait les différentes citernes présentes sur le site : la soi-disant « Grande Citerne », la citerne « Piranèse » et la citerne « Mède ».
- Salles thermales
- Frigidarium, caldarium, tepidarium
- Théâtre maritime

Citernes, aqueducs
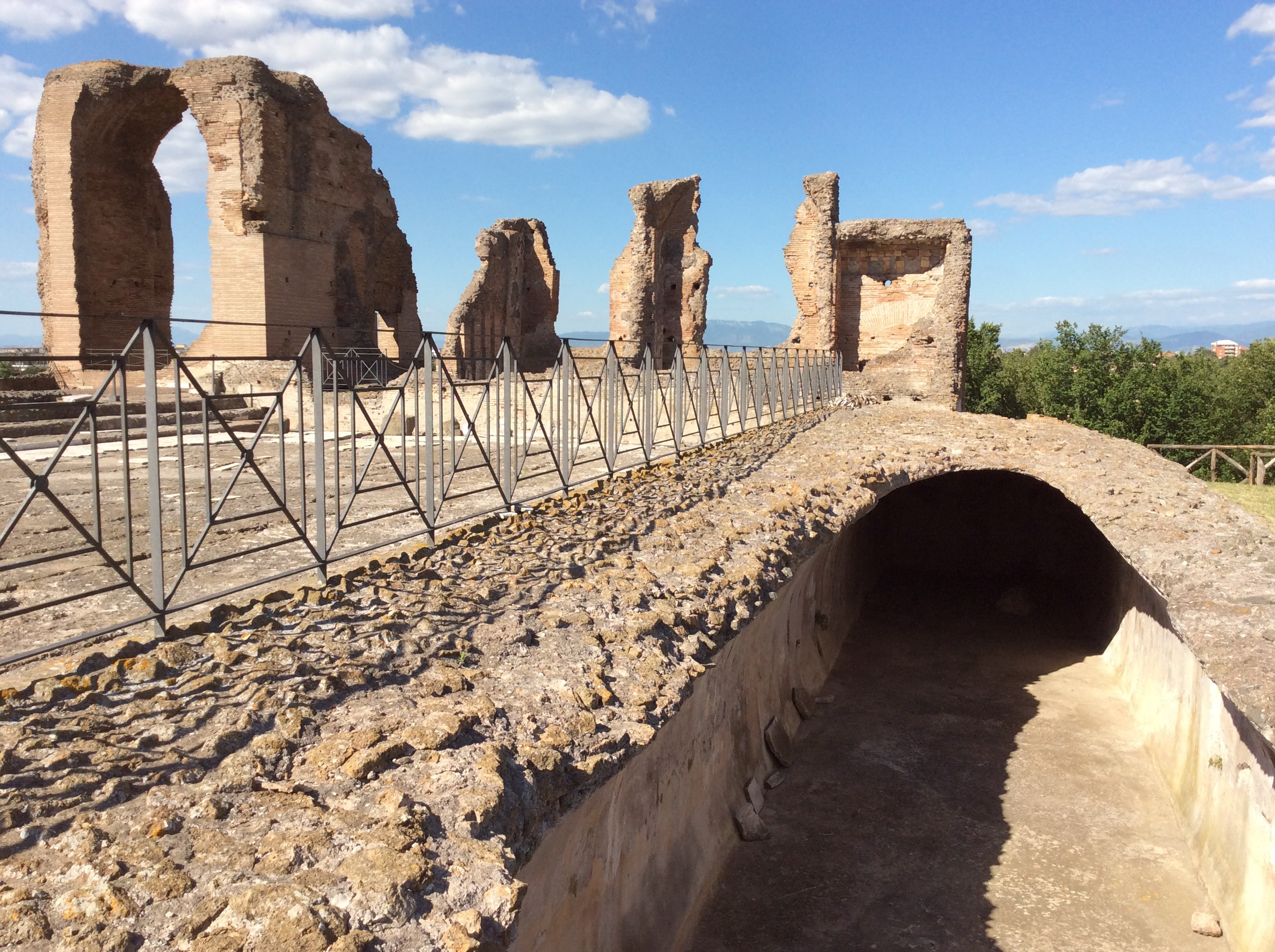
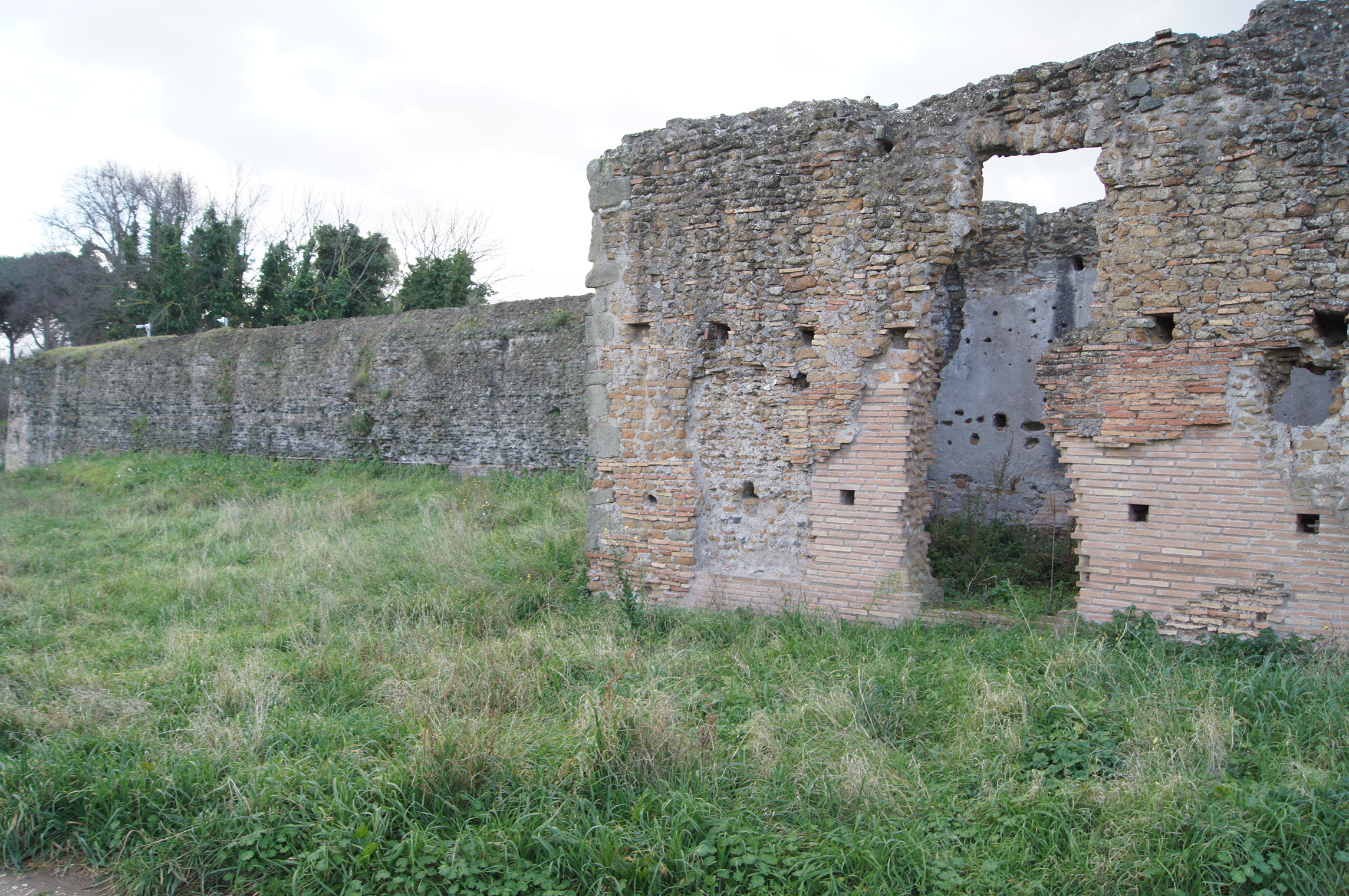
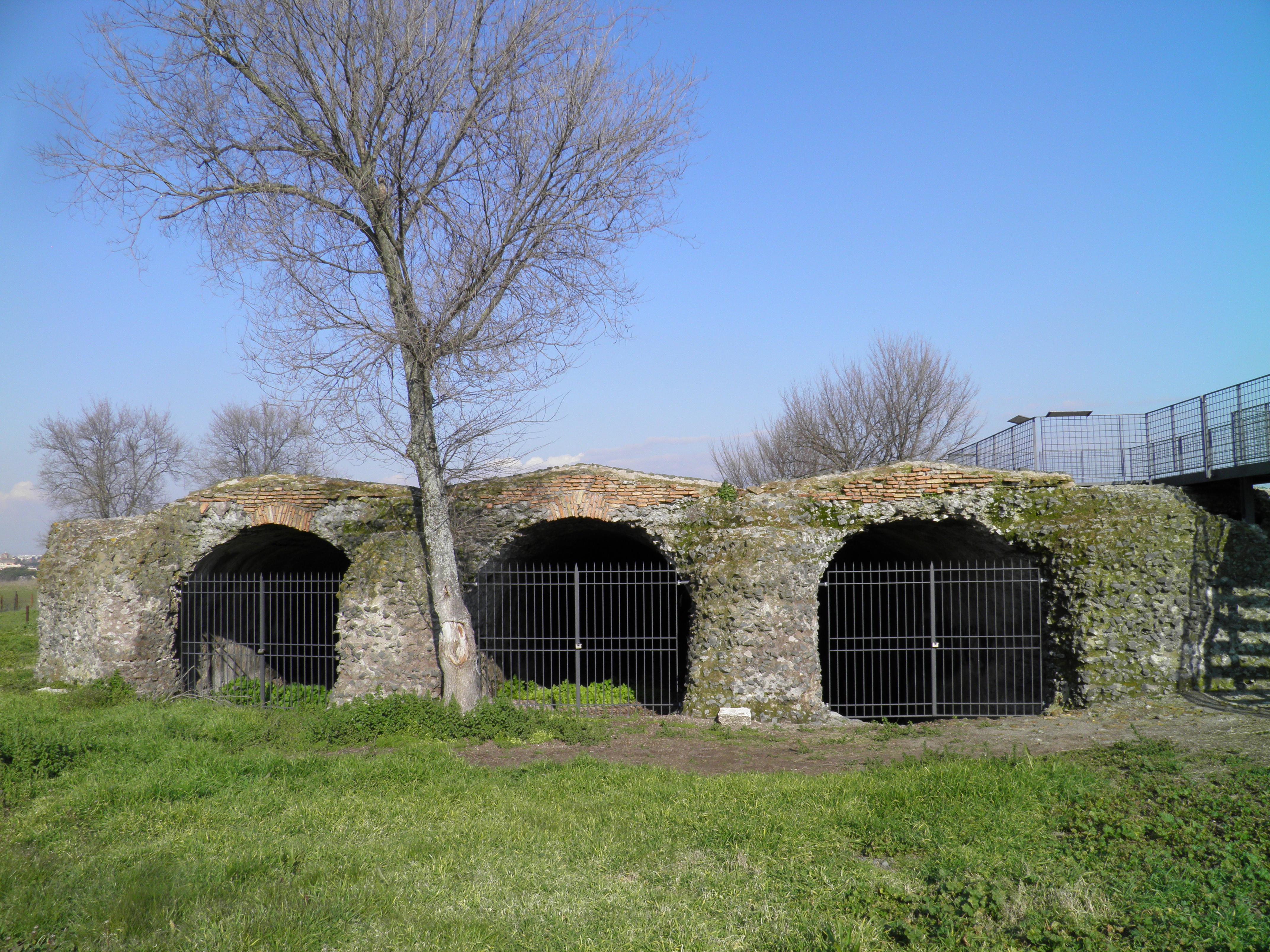

### Hippodrome et stade
Les deux tours latérales des stalles de départ d'un hippodrome, orienté nord-sud, sont conservées au sud de la zone principale de la villa (voir plan).

### Grand Nymphée
Le Grand Nymphée, au sud-ouest, près de la voie Appienne, est séparé du quartier principal par la zone du xyste (portique pour l'entraînement des athlètes, voir ci-dessus), bordé par un aqueduc long de plusieurs centaines de mètres, bien conservé.

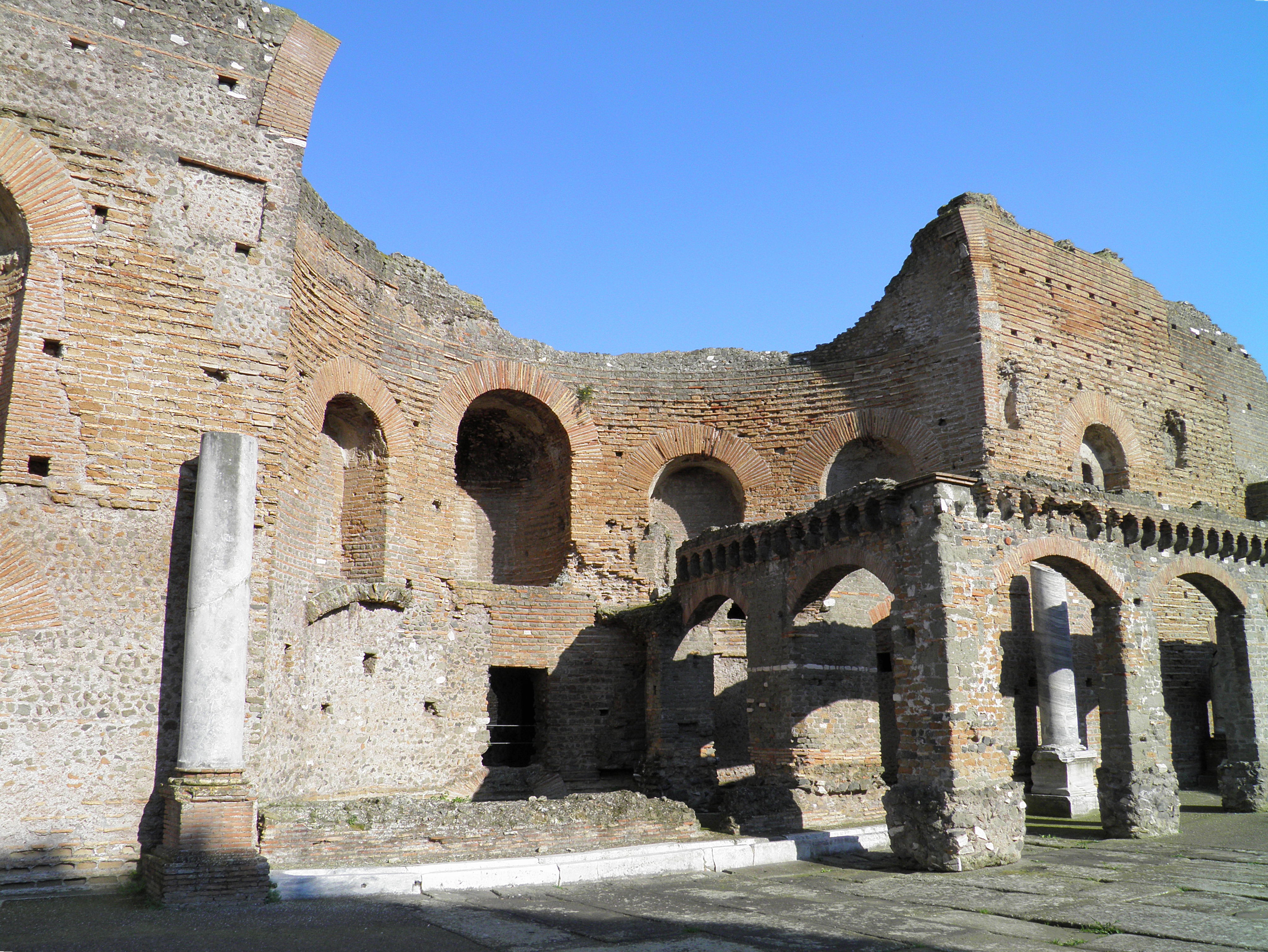
le Grand Nymphée, servant d'entrée monumentale.
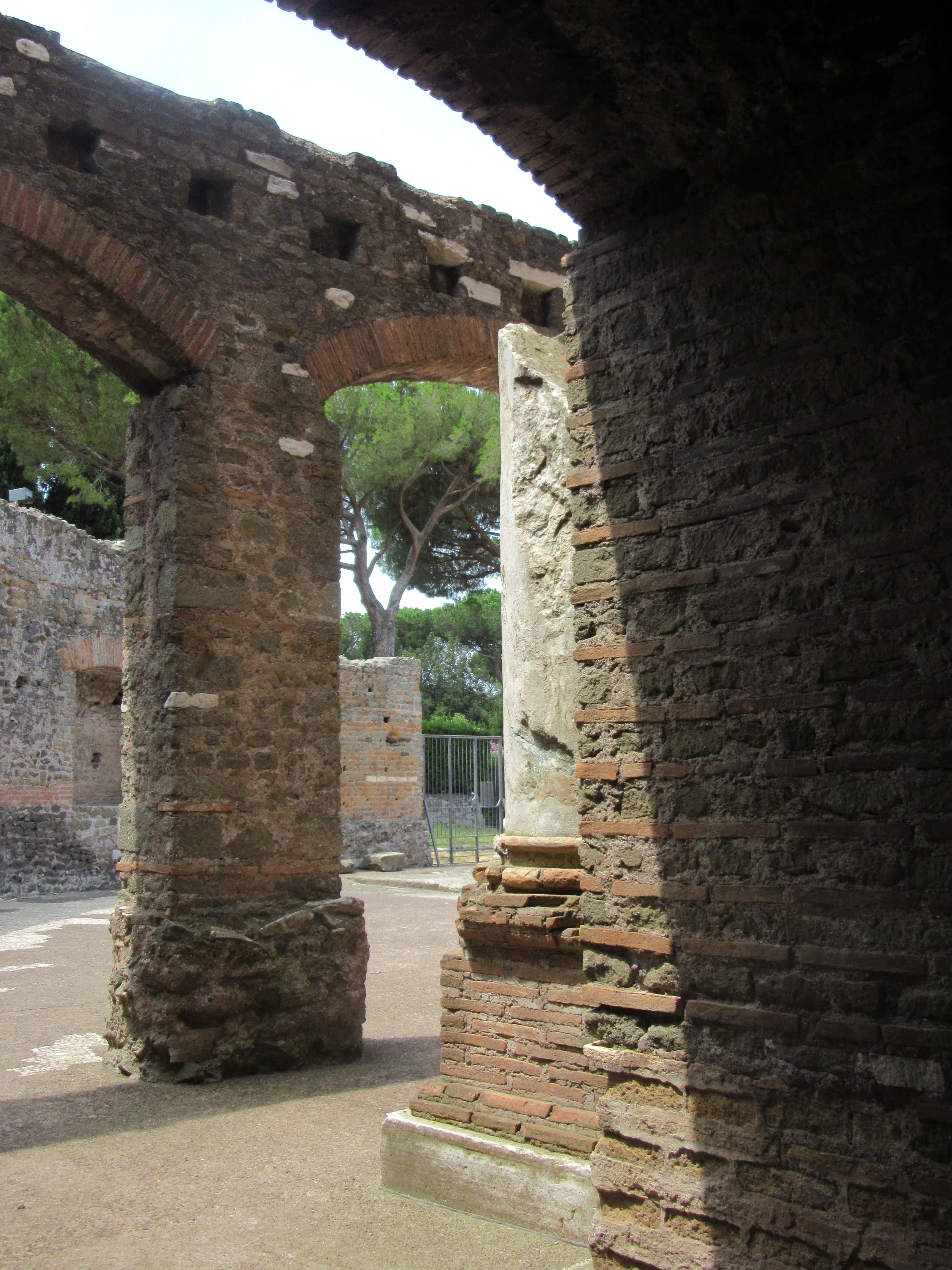
Nymphée de Commode.
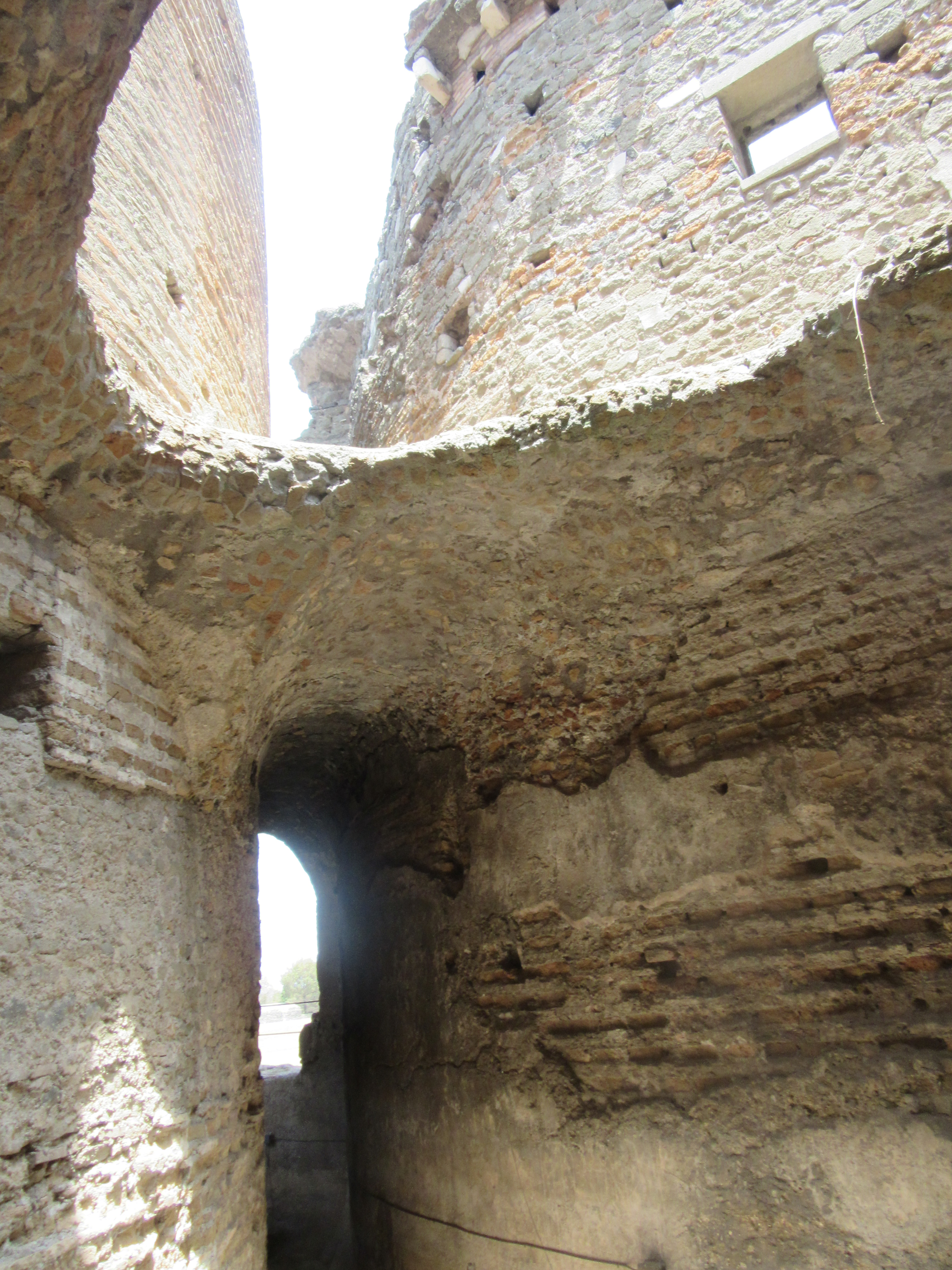
Nymphée.

### Antiquarium
Un petit antiquarium a été aménagé dans l'ancienne écurie de la villa des Quintilii. Il abrite des objets archéologiques provenant de fouilles menées dans la région dans les années 1920 et ces dernières années.
Parmi les trouvailles se distinguent une statue colossale de Zeus, datant de l'époque d'Hadrien et exposée au centre de la salle, quelques hermès de divinités et un groupe statuaire de Niobé découvert en 2005.
Les vestiges de l'appareil décoratif original de la villa, qui devait être particulièrement riche et comprenait des plâtreries et des sols en opus sectile, sont également d'un grand intérêt.

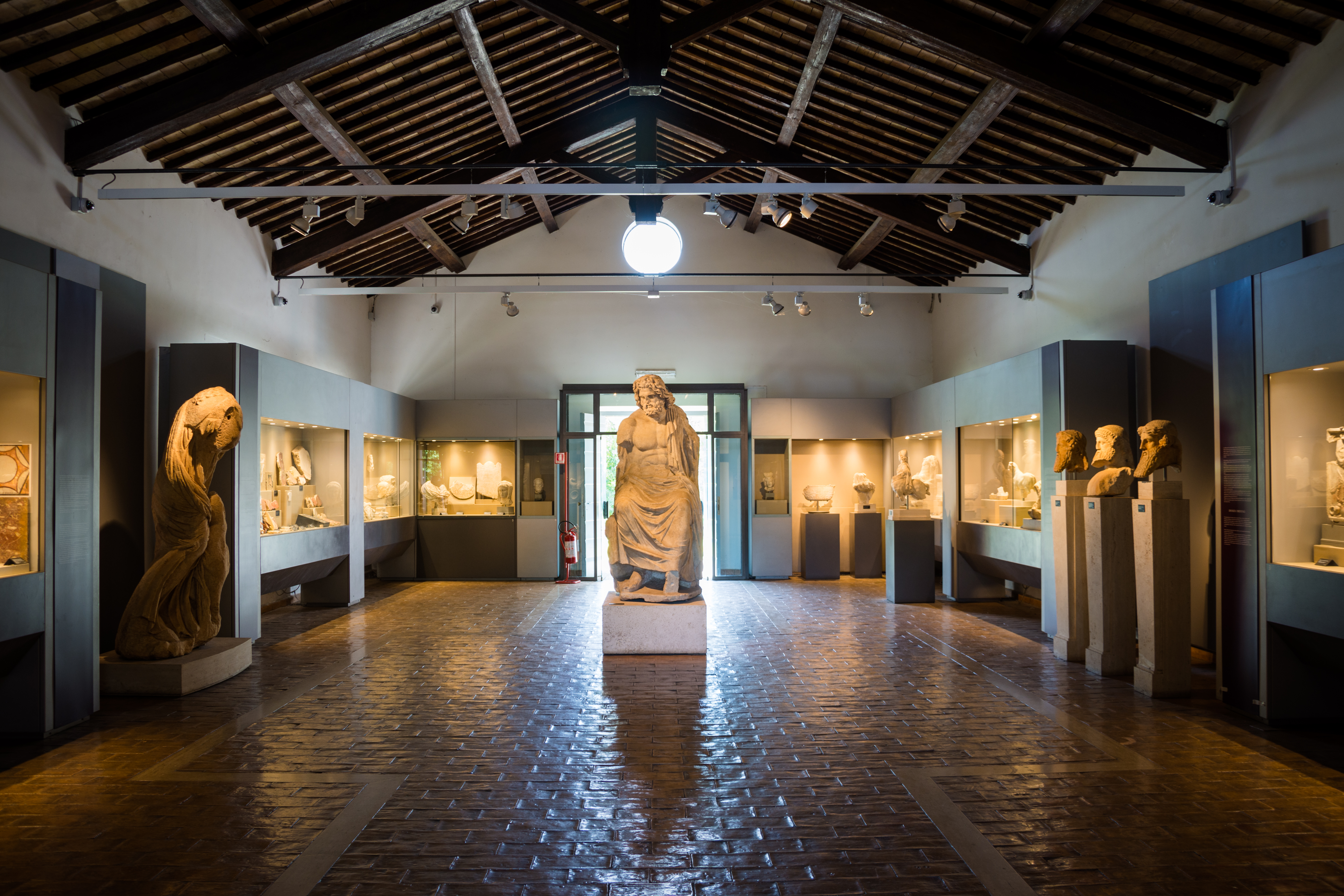
Salle principale de l'antiquarium.
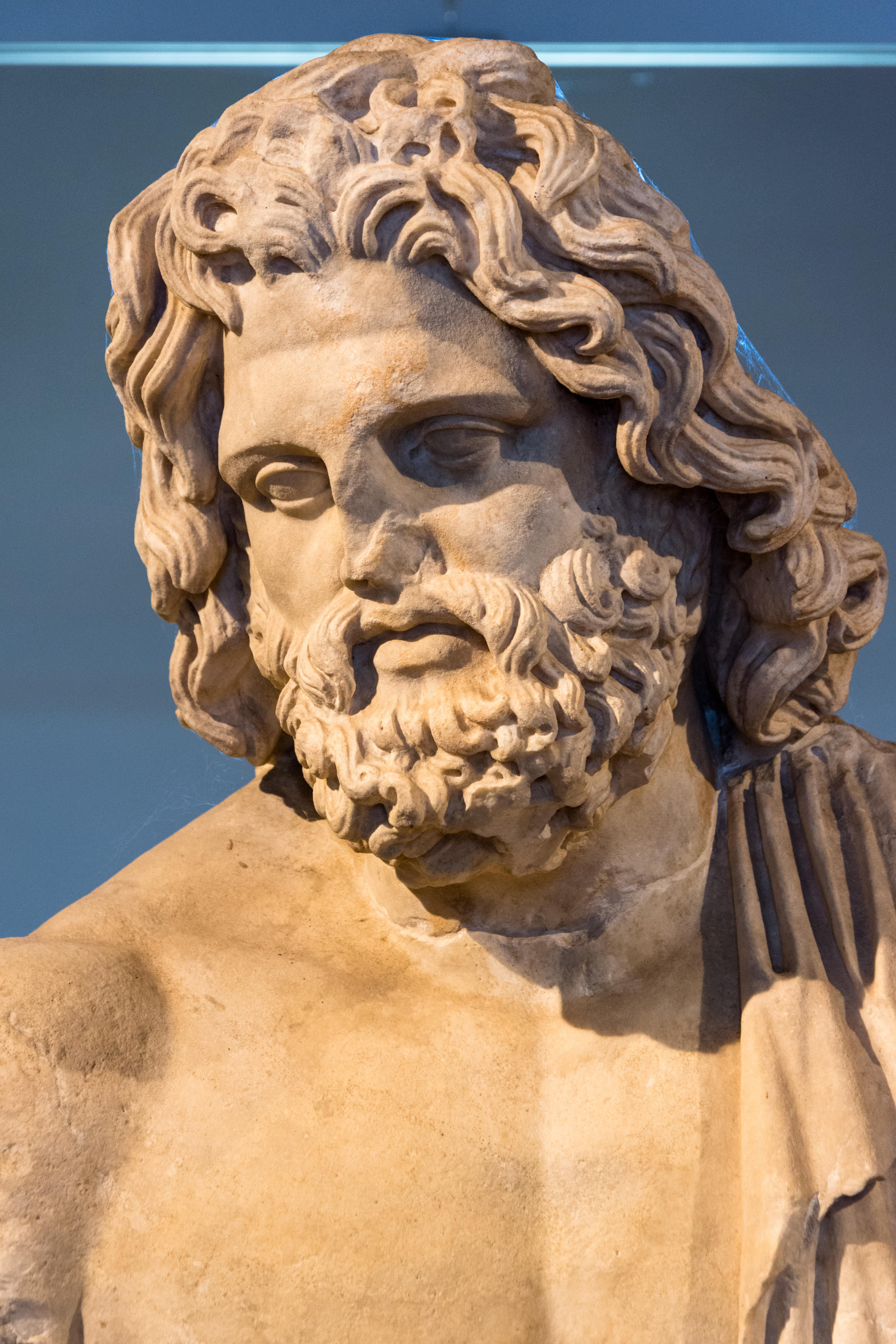
Zeus Bronton